# Pseudoraphis paradoxa
Pseudoraphis paradoxa là một loài thực vật có hoa trong họ Hòa thảo. Loài này được (R.Br.) Pilg. miêu tả khoa học đầu tiên năm 1928.